# Henry Grattan Nolan

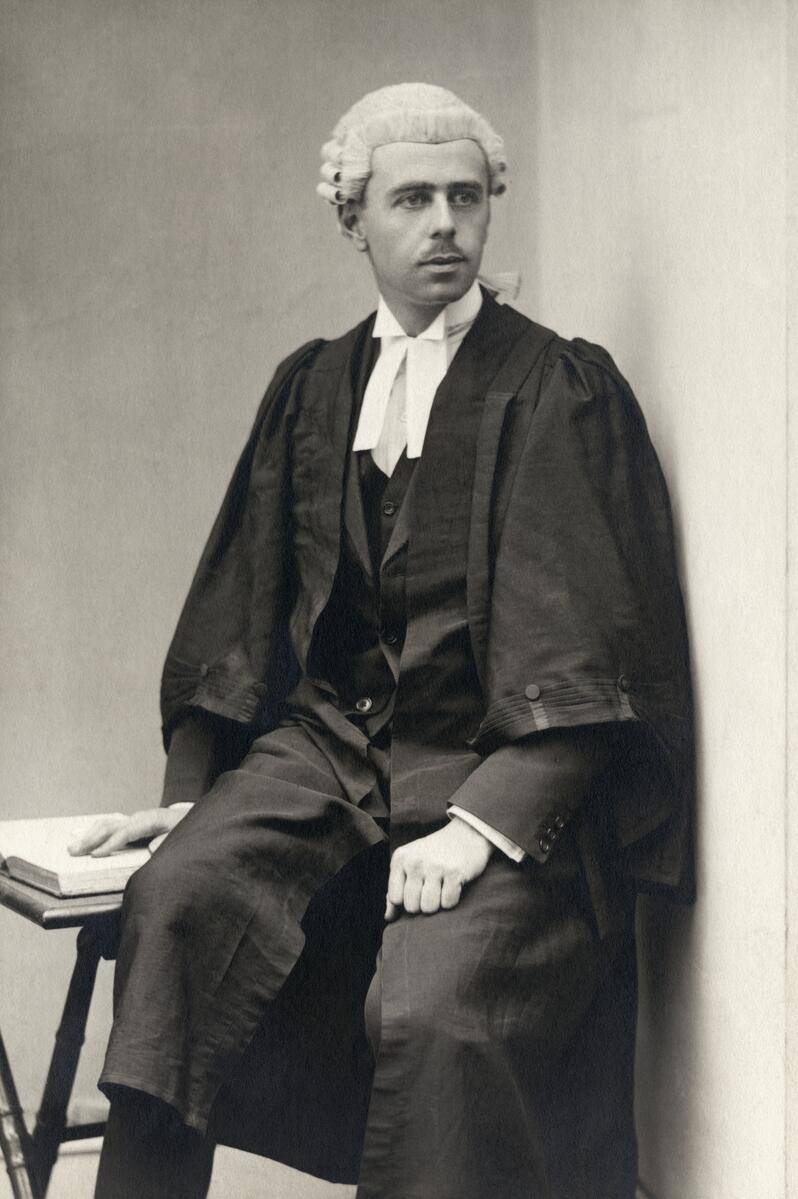

Henry Grattan Nolan (* 5. Mai 1893 in Calgary; † 8. Juli 1957) war ein kanadischer Jurist.

## Leben
Nolan erhielt 1914 einen Bachelor an der University of Alberta und wurde 1915 mit dem Rhodes-Stipendium ausgezeichnet. Er nahm am Ersten Weltkrieg teil und wurde bei Cambrai in Frankreich verwundet. Für seine Dienste erhielt er 1918 das Military Cross. 1921 erhielt er einen zweiten Bachelor am University College in Oxford. Später kehrte er nach Calgary zurück, wo er als Anwalt tätig wurde. 1928 heiratete er Doris Margery McCarter. Das Paar bekam zwei Töchter.
Im Zweiten Weltkrieg diente Nolan in der kanadischen Armee. Von 1945 bis 1948 war er eine der Ankläger bei den Tokioter Prozesse. 
Am 1. März 1956 wurde Nolan zum Richter am obersten Gerichtshof von Kanada ernannt; dieses Amt übte er bis zu seinem Tod im Jahre 1957 aus.
| Personendaten    | Personendaten                  |
| ---------------- | ------------------------------ |
| NAME             | Nolan, Henry Grattan           |
| KURZBESCHREIBUNG | kanadischer Anwalt und Richter |
| GEBURTSDATUM     | 5. Mai 1893                    |
| GEBURTSORT       | Calgary                        |
| STERBEDATUM      | 8. Juli 1957                   |